# Майск (сельское поселение)
Се́льское поселе́ние «Майск» (бур. Майскын hомон) — муниципальное образование в Курумканском районе Бурятии Российской Федерации.
Административный центр — посёлок Майский.

## История
Статус и границы сельского поселения установлены Законом Республики Бурятия от 31 декабря 2004 года № 985-III «Об установлении границ, образовании и наделении статусом муниципальных образований в Республике Бурятия».

## Население
| 2002 | 2011  | 2012  | 2013  | 2014 | 2015 | 2016 |
| ---- | ----- | ----- | ----- | ---- | ---- | ---- |
| 1173 | ↘1044 | ↘1030 | ↘1018 | ↘998 | ↘991 | ↘971 |
| 2017 | 2018  | 2019  | 2020  | 2021 | 2023 | 2024 |
| ↘959 | ↘944  | ↘913  | ↘894  | ↗923 | ↘888 | ↘862 |

## Состав сельского поселения
| № | Населённый пункт | Тип населённого пункта          | Население |
| - | ---------------- | ------------------------------- | --------- |
| 1 | Майский          | посёлок, административный центр | ↘862      |

## Известные люди
- Парамонов, Василий Петрович — бригадир лесозаготовительной бригады Курумканского леспромхоза, Бурятская АССР, Герой Социалистического Труда[16].